# Anopheles leucosphyrus
Anopheles leucosphyrus är en tvåvingeart som beskrevs av Donitz 1901. Anopheles leucosphyrus ingår i släktet Anopheles och familjen stickmyggor. Inga underarter finns listade i Catalogue of Life.